# Поклик свободи
«Поклик свободи» (англ. Cry Freedom) — художній фільм британського режисера Річарда Аттенборо, знятий 1987 року за мотивами книг Дональда Вудса «Стів Біко — голос людства» і «Як накликати біду». Стрічку знято переважно в Зімбабве.

## Сюжет
Дія фільму відбувається в середині 1970-х років на тлі почастішання в Південно-Африканській Республіці виступів проти керівного режиму, що проводить політику расової сегрегації.
Редактор ліберального південноафриканського видання «Дейлі Менедж» Дональд Вудс виступив із критичною статтею на адресу одного з лідерів руху «Чорної самосвідомості» Стіва Біко, засуджуючи його за відсутність гнучкого підходу до накопичених у суспільстві расових проблем. Після особистої зустрічі Дональд Вудс визнав правоту позиції свого опонента і набув в особі Біко нового друга.
Не маючи можливості вільно переміщатися країною, Стівен Біко був змушений порушити режим спеціального утримання. Як наслідок — арешт і раптова загадкова смерть. Влада запропонувала версію загибелі Біко через оголошене ним голодування, але розслідування, проведене Вудсом по гарячих слідах, недвозначно вказувало на наявність насильства.
Вудс намагається вилетіти до Великої Британії і опублікувати зібрані матеріали. В будівлі аеровокзалу його затримують і пред'являють обвинувачення в антидержавних діях. Вудсу заборонено займатися журналістикою, а за будинком ведеться постійний поліційний нагляд.
Заручившись підтримкою свого лондонського видавця, опальний редактор здійснює зухвалу втечу. Переодягнувшись священиком він перетинає кордон Лесото, де його разом із сім'єю перенаправляють на завчасно підготовленому легкому літаку за межі країни.

## В ролях
| Актор                               | Роль                 |
| ----------------------------------- | -------------------- |
| Дензел Вашингтон                    | Стів Біко            |
| Кевін Клайн                         | Дональд Вудс         |
| Пенелопа Вілтон                     | Венді Вудс           |
| Кейт Гарді                          | Джені Вудс           |
| Кевін Макноллі                      | Кен                  |
| Джозетт Саймон                      | доктор Рамфеле       |
| Хуаніта Вотермен (Juanita Waterman) | Нтсікі Біко          |
| Ендрю Велі (Andrew Whaley)          | редактор             |
| Джеймс Обрі                         | паспортний інспектор |
| Джон Тоу                            | Джиммі Крюгер        |

## Нагороди та номінації
- 1987 — потрапляння в десятку кращих фільмів року за версією Національної ради кінокритиків США.
- 1988 — почесна згадка Peace Film Award на Берлінському кінофестивалі (Річард Аттенборо).
- 1988 — три номінації на премію «Оскар»: найкраща чоловіча роль другого плану (Дензел Вашингтон), найкраща оригінальна музика (Джордж Фентон, Джонас Гвангва), найкраща оригінальна пісня (Джордж Фентон, Джонас Гвангва, за пісню «Cry Freedom»).
- 1988 — премія BAFTA за кращий звук (Джонатан Бейтс, Саймон Кей, Джеррі Гемфріс), а також 6 номінацій: найкращий фільм (Річард Аттенборо), найкраща режисура (Річард Аттенборо), найкраща чоловіча роль другого плану (Джон Тоу), найкраща операторська робота (Ронні Тейлор), найкращий монтаж (Леслі Вокер), найкраща музика (Джордж Фентон, Джонас Гвангва).
- 1988 — чотири номінації на премію «Золотий глобус»:
  - найкращий драматичний фільм;
  - краща режисура — Річард Аттенборо;
  - найкраща чоловіча роль у драматичному фільмі — Дензел Вашингтон;
  - найкраща оригінальна музика — Джордж Фентон, Джонас Гвангва.

- 1988 — премія Американського товариства політичного кіно в категорії «Права людини».
- 1988 — премія NAACP Image Award за найкращу чоловічу роль (Дензел Вашингтон).
- 1989 — номінація на премію «Греммі» за найкращу пісню, написану для кіно або телебачення (Джордж Фентон, Джонас Гвангва, за пісню «Cry Freedom»).